# Three Girls
Three Girls est une mini-série dramatique britannique en trois parties, écrite par la scénariste Nicole Taylor, et réalisée par Philippa Lowthorpe. Co-produite par la BBC et le Studio Lambert, elle a été diffusée, du 16 au 18 mai 2017, sur BBC One, puis le 14 juin 2018 sur Arte. Le scénario s'inspire de l'affaire des viols collectifs de Rochdale et met en scène le fait divers selon le point de vue de trois des victimes : Holly Winshaw (Molly Windsor), Ambre Bowen (Ria Zmitrowicz) et sa jeune sœur Ruby (Liv Hill), et de celui de Sara Rowbotham (Maxine Peake), une travailleuse sociale devenue la principale lanceuse d'alerte. La série s'attache à décrire le calvaire subi par les trois adolescentes et le déni de réalité de la part des services sociaux, de la police locale et du système judiciaire.

## Synopsis
DC Margaret Oliver (Lesley Sharp), l'enquêteur en chef, parvient à obtenir le soutien de son supérieur, le Sandy Guthrie (Jason Hughes) pour initier une véritable enquête. Cependant, malgré des preuves, le CPS a décidé de classer l'affaire sans suite en raison du « peu de possibilité d'obtenir une condamnation ». Après que Margaret convainc Ambre Bowen à témoigner contre son ancien petit ami, Tariq (Wasim Zakir), le cas est rouvert par le récemment nommé procureur Nazir Afzal (Ace Bhatti). Avec l'assistance de la police et des victimes, il parvient à obtenir une condamnation contre dix hommes impliqués dans le réseau de prostitution d'enfants. Rowbotham, Oliver, et Afzal ont tous agi en tant que conseillers sur la série.

## Distribution
- Maxine Peake (VF : Anneliese Fromont) : Sara Rowbotham
- Lesley Sharp (VF : Catherine Davenier) : DC Margaret « Maggie » Oliver
- Molly Windsor (VF : Nastassja Girard) : Holly Winshaw
- Ria Zmitrowicz (VF : Élise Vigné) : Amber Bowen
- Liv Hill (VF : Mélusine Mayance) : Ruby Bowen
- Ace Bhatti : Nazir Afzal
- Paul Kaye (VF : Laurent Maurel) : Jim Winshaw
- Jill Halfpenny (VF : Caroline Santini) : Julie Winshaw
- Bo Bragason (VF : Karine Texier) : Rachel Winshaw
- Lisa Riley (VF : Carole Franck) : Lorna Bowen
- Naomi Radcliffe : Yvonne
- Jason Hughes (VF : Jean-Michel Fête) : DC Sable Guthrie
- Rupert Procter : DC Jack Harrop
- Ross Anderson (VF : Nicolas Hardy) : PC Richard Bryan
- Antonio Aakeel : Immy
- Wasim Zakir : Tariq
- Zee Sulleyman : Billy
- Simon Nagra (VF : Jean-Luc Atlan) : Daddy

- Version française
  - Studio de doublage : Imagine[3]
  - Direction artistique : Isabelle Brannens
  - Adaptation : Marc Girard-Igor

## Production

### Diffusion
Three Girls a été diffusée sur la chaîne de télévision britannique BBC One du 16 au 18 mai 2017,. Le 14 juin 2018, la chaîne de télévision franco-allemande Arte a diffusé les trois épisodes de la mini-série.

## Les épisodes

### Épisode 1
- 16 mai 2017

### Épisode  2
- 17 mai 2017

### Épisode 3
- 18 mai 2017

## Accueil

### Audience
Trois Filles a attiré une forte audience lors de sa première diffusion sur BBC One, avec 8,24 millions de téléspectateurs pour le premier épisode, 7,88 millions et 8,19 millions pour les deux suivants. La série est sortie en DVD en zone 2 le 8 janvier 2018.

### Récompenses
En août 2017, la série a obtenu le prix spécial du jury dans la catégorie « fiction européenne » au cours de la 19e édition du festival de la fiction TV. En mai 2018, lors de la 65e édition des British Academy Television Awards (BAFTA TV), elle a remporté deux Bafta TV awards sur trois nominations,. L'œuvre de Nicole Taylor est sacrée meilleure mini-série et Molly Windsor meilleure actrice,.
| Année | Prix                                     | Catégorie                                       | Nomination         | Résultat   | Ref.   |
| ----- | ---------------------------------------- | ----------------------------------------------- | ------------------ | ---------- | ------ |
| 2017  | WFTV Awards                              | The Deluxe Director Award                       | Philippa Lowthorpe | Lauréat    | [ 12 ] |
| 2017  | Festival de la fiction TV de La Rochelle | Prix spécial du jury pour la fiction européenne | Three Girls        | Lauréat    |        |
| 2018  | British Academy Television Awards        | Meilleure mini-série dramatique                 | Three Girls        | Lauréat    | [ 13 ] |
| 2018  | British Academy Television Awards        | Meilleure actrice                               | Molly Windsor      | Lauréat    | [ 13 ] |
| 2018  | British Academy Television Awards        | Meilleure actrice dans un second rôle           | Liv Hill           | Nomination | [ 13 ] |
| 2018  | British Academy Television Craft Awards  | Meilleur réalisateur : fiction                  | Philippa Lowthorpe | Lauréat    | [ 14 ] |
| 2018  | British Academy Television Craft Awards  | Meilleur scénariste : fiction                   | Nicole Tyler       | Lauréat    | [ 14 ] |
| 2018  | British Academy Television Craft Awards  | Meilleur montage : fiction                      | Úna Ní Dhonghaíle  | Lauréat    | [ 14 ] |
| 2018  | RTS Programme Awards - West of England   | Meilleure drame télévisé                        | Three Girls        | Lauréat    | [ 15 ] |
| 2018  | RTS Programme Awards - West of England   | Meilleure réalisateur : drame                   | Philippa Lowthorpe | Lauréat    | [ 15 ] |
| 2018  | RTS Programme Awards                     | Mini-Series                                     | Three Girls        | Lauréat    | [ 16 ] |
| 2018  | RTS Programme Awards                     | Meilleure scénariste : drame                    | Nicole Taylor      | Lauréat    | [ 16 ] |
| 2018  | RTS Programme Awards                     | Breakthrough Award - On Screen                  | Molly Windsor      | Nomination | [ 16 ] |
| 2018  | Broadcasting Press Guild                 | Meilleur drame                                  | Three Girls        | Lauréat    | [ 17 ] |
| 2018  | UK Broadcast Awards                      | Meilleure série dramatique                      | Three Girls        | Lauréat    | [ 18 ] |

## Documentaire
Un documentaire de la BBC, Les Filles trahies, a été diffusé le 3 juillet 2017.